# Battaglia di Ford of the Biscuits
La battaglia di Ford of the Biscuits (o battaglia del guado dei biscotti, in inglese: battle of the Ford of the Biscuits) ebbe luogo nella contea di Fermanagh, in Irlanda, il 7 agosto 1594, quando una forza di soldati dell'Esercito irlandese guidati da Sir Henry Duke caddero in un'imboscata e vennero sconfitti dalle forze irlandesi al comando di Hugh Maguire e Cormac MacBaron O'Neill nella regione di un guado del fiume Arney presso Enniskillen. Gli uomini di Duke consistevano in una colonna di uomini che erano stati assediati a maggio.
La battaglia ottenne il curioso nome di "battaglia del guado dei biscotti" dal fatto che i rifornimenti delle truppe della Corona erano in composte per la maggior parte da grandi biscotti che vennero ritrovati in grandi quantità galleggiare sulle acque del fiume. La battaglia fu uno dei primi grandi scontri della ribellione di Tyrone e mostrò tutta la potenza dei ribelli irlandesi contro i soldati regolari della Corona inglese.

## Sfondo storico
Come parte del programma delle riforme volute per l'Irlanda dai Tudor, venne introdotta la politica della resa e restituzione che includeva la sottomissione formale dei signori locali alla Corona inglese. La contea di Fermanagh subì come le altre aree l'introduzione della legge inglese per rimpiazzare la Brehon Law sotto la supervisione di Hugh Maguire, signore di Enniskillen. La rivolta di Maguire portò a galla tutto il suo risentimento per l'introduzione di queste leggi che ridussero il suo potere, ed in particolare lo sottoposero alle continue ingerenze dello sceriffo locale, il capitano Humphrey Willis.
Maguire lanciò la sua ribellione saccheggiando le terre dei suoi vicini. Il governo rispose inviando delle forze al comando del maresciallo d'Irlanda, Sir Henry Bagenal per opporsi ai ribelli. Il signore irlandese dell'Ulster, Hugh O'Neill, conte di Tyrone guidò anch'egli delle forze sul campo, assieme al cognato Bagenal, sconfiggendo i ribelli nella battaglia dei guadi di Erne nel 1593. La capitale di Maguire, Enniskillen, venne presa nel febbraio del 1594 dalle forze inglesi guidate dal capitano John Dowdall, il quale massacrò gli occupanti irlandesi dopo averli costretti alla resa. Maguire accettò la resa, accordo che venne però rotto dal conte di Tyrone. La pace non durò a lungo e Maguire, Red Hugh O'Donnell e Cormac MacBaron (fratello di Tyrone) assediarono Enniskillen nel giugno del 1594.

## La battaglia
Le forze inglesi inviate a levare l'assedio a Eniskillen erano sotto il comando congiunto di Sir Henry Duke e di Sir Edward Herbert, e consistevano in 600 fanti e 40 cavalieri. Duke ed Herbert credevano che tali forze sarebbero state sufficienti e pertanto scrissero al Lord deputato di potersene partire "con meno di un migliaio di uomini, più che sufficienti al caso". La colonna venne inviata a nord il 4 agosto. Appesantita dai rifornimenti che portava con sé, l'armata avrebbe impiegato in tutto quattro giorni a percorrere le 29 miglia che la separavano da Enniskillen.
La notte precedente la battaglia l'accampamento inglese venne tormentato dai cannoni irlandesi e da piccole schermaglie con gli irlandesi. Quando la colonna si iniziò ad organizzare per portarsi a nord, quasi subito venne attaccata ai fianchi dagli irlandesi, ma quello non fu l'attacco principale.
Maguire e Cormac MacBaron decisero infatti di attendere l'arrivo del nemico presso il fiume Arney. La cavalleria inglese temeva delle imboscate e venne per questo mandata avanti per sondare il terreno. Il terreno era paludoso presso il guado del fiume Arney, e proprio in quel punto i carri dovevano essere alleggeriti e la marcia rallentata. Fu proprio in quel punto dunque che gli irlandesi decisero di attaccare. Attorno alle 11.00 la testa della colonna giunse al guado. Gli irlandesi iniziarono a bombardare con l'artiglieria dalla sponda opposta del fiume. Maguire e MacBaron a quel punto assaltarono la retroguardia della colonna col grosso delle loro forze. Le ali laterali degli inglesi si dispersero ben presto, ma le picche degli irlandesi li spinsero nuovamente nella colonna.
Di fronte al disordine dell'armata nemica, i picchieri irlandesi ed i mercenari scozzesi vennero costretti alla carica, giungendo così nel centro della colonna inglese. Gli inglesi collassarono bloccati com'erano presso il guado. Una parte dei picchieri inglesi era comunque riuscita ad oltrepassare il guado, minacciando così l'artiglieria irlandese, dando possibilità agli altri uomini della colonna inglese di raggrupparsi a nord del fiume.
Durante il contrattacco il capitano Fuller rimase ucciso. Con gran parte dei rifornimenti abbandonati lungo il fiume per non appesantire la marcia, Duke e Herbert decisero di ritirarsi senza proseguire oltre, pur incontrando notevoli difficoltà sotto il fuoco nemico.
Fortunatamente per gli uomini di Duke e Herbert, gli irlandesi persero del tempo a razziare i rifornimenti degli inglesi, fatto che diede appunto il nome alla battaglia stessa: Béal-Átha-na-mBriosgadh (in irlandese) o il guado dei biscotti.

## Conseguenze
Le forze della Corona si ritirarono a Cavan. La notizia della sconfitta fu un campanello d'allarme per l'esercito regio in Irlanda e si diffuse velocemente in tutta l'isola. Era chiaro che in Irlanda gli inglesi necessitavano di nuove truppe per fronteggiare la ribellione che stava assumendo sempre più dimensioni problematiche.
Una seconda spedizione, questa volta guidata dal Lord deputato d'Irlanda William Russell, I barone Russell di Thornhaugh, tentarono di riprendere Enniskillen. Ad ogni modo Enniskillen cadde nelle mai dei ribelli a maggio dell'anno successivo e la guarnigione locale venne massacrata, pur avendo promesso loro la vita.
A numero di fattori, tra cui la presenza di suo fratello Cormac MacBaron O'Neill, ha fatto pensare a molti storici che il conte di Tyrone avesse personalmente incoraggiato Maguire alla rivolta, nella speranza di spingere il governo a concessioni più favorevoli per lui senza che egli prendesse direttamente le armi. Alcuni si sono addirittura spinti oltre nel ritenere che la rivolta di Maguire fosse in realtà un modo per far focalizzare l'attenzione degli inglesi nella contea di Fermanagh mentre il conte di Tyrone avrebbe rafforzato la sua posizione nell'Ulster per poi avviare una vera e propria guerra su vasta scala nel 1595.